# Oberstadt
Oberstadt là một đô thị ở huyện Hildburghausen, ở bang Thüringen, Đức. Đô thị này có diện tích 13,41 km², dân số thời điểm ngày 31 tháng 12 năm 2006 là 405 người.